# You and the Night and the Music
Pistes de Chet
Time on My Hands (You in My Arms)
(8) Early Morning Mood
(10)
You and the Night and the Music est une chanson composée en 1934 par Arthur Schwartz avec le texte de Howard Dietz. Elle est devenue un thème populaire de jazz.

## Histoire
La chanson a été composée pour une comédie musicale de Broadway intitulée Revenge with Music (en). Celle-ci a été inspirée d'une œuvre de Pedro de Alarcón "El sombrero de tres picos". La première a eu lieu le 28 novembre 1934 à Broadway. 
Avant d'être interprétée sur scène par Libby Holman, cette chanson a été introduite à la radio par Conrad Thibault (en).
En 1935 son interprétation a atteint la onzième position sur le classement de Billboard et y est restée durant cinq semaines.
En 1950 l'enregistrement de Tommy Dorsey, semble avoir joué un rôle principal dans le retour de popularité de ce tube des années 30. 
L'enregistrement suivant, qui date 1953, joué par un groupe de Shelly Manne offre un arrangement remarquable de Bill Russo. Quelques solos ont été réalisés: parmi les plus appréciés ceux des saxophonistes Bob Cooper (ténor) et Art Pepper (alto).  Par ailleurs, un arrangement similaire West Cost "cool" apparait en session de 1955 sous la direction d'un saxophoniste alto Lennie Niehaus dont le groupe comprend également Manne, Bob Enevoldsen (trombone à pistons)  et Jimmy Giuffre (saxophone baryton) de la session 1953.
L'enregistrement le plus connu est celui qui commence par un duo de Chet Baker et Paul Chambers: cet enregistrement fait allusion à l'influence de Miles Davis sur Baker.

## Interprétations
- Libby Holman accompagnée de Richard Himber Orchestra
- Leo Reisman Orchestra, chantée par Phil Dewey
- Tommy Dorsey
- Shelly Manne
- Chet Baker
- Julie London
- Bill Evans
- Keith Jarrett
- Eddie Higgins
- Grant Green
- Frank Sinatra
- Mel Tormé
- Baby Washington
- Denny Zeitlin (en)
- Eliane Elias

## Cinéma
- Fred Astaire danse au son de la chanson dans le film de 1953  "Tous en scène" [5].
- Une interprétation de Chet Baker apparait  dans le film Ni pour ni contre (bien au contraire) [6].